# 以色列2019冠狀病毒病疫苗接種計劃

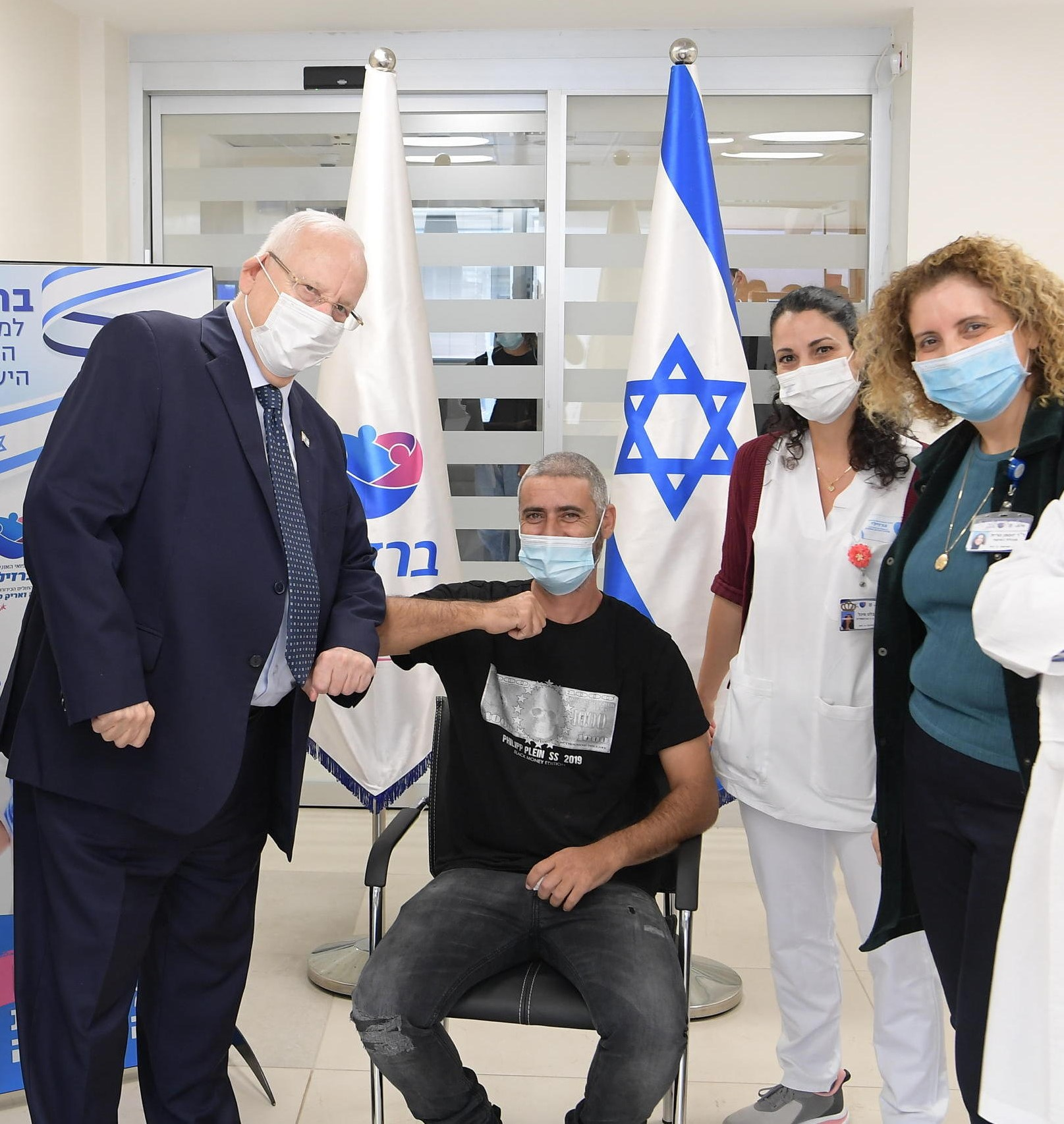
以色列總統鲁文·里夫林作為第一位二期的接種者，在巴茨萊醫療中心內的BriLife以色列生物研究所施打以色列國產疫苗

以色列的嚴重特殊傳染性肺炎疫苗接種計劃（官方名為「施予肩膀」，希伯來語：‎）始於2020年12月19日，並以其推行速率為人讚賞，僅僅三周內就為全國五分之一的人口施打了兩劑中的第一劑。
截至2021年6月，以色列約有八成二國民至少施打一劑（七成八的國民已完成兩劑施打），且為全世界最高人均疫苗接種率的國家。以色列能在短時間內就順利完成比世界上其他地區相對還高的接種率，要歸功於他們衛生當局運用國內的患者個人訊息資料庫來進行協調後的疫苗接種。

## 背景
以色列能快速分發疫苗可歸因於多個因素。首先，以色列的平均人口組成較其他已開發國家為低，超過65歲的人口僅占12%。再者，以色列的國土面積比多數已開發國家都來的小，而且總人口僅930萬人也相對較少。此外，以色列有組織地進行疫苗的獲取、儲存及分發，整體來說被認為是妥善協調。2020年5月，以色列與莫德納等疫苗開發商達成協議。也有部分乃肇因於以色列政府體制的高度集中，像是他們並未將許多衛生決策下放到地方州級政府機構。早在2020年12月，以色列就購入與其人口數相應數量的辉瑞－BioNTech 2019冠状病毒病疫苗。

### 訂購疫苗
| 疫苗           | 批准 | 分發 |
| -------------- | ---- | ---- |
| 辉瑞－BioNTech | 是   | 是   |
| 莫德纳         | 是   | 是   |

### 試驗階段疫苗
| 疫苗             | 種類（科技） | 第一階段 | 第二階段 | 第三階段 |
| ---------------- | ------------ | -------- | -------- | -------- |
| 辉瑞－BioNTech   | RNA          | 完成     | 完成     | 完成     |
| 以色列生物研究所 | 病毒載體     | 完成     | 進行中   | 尚未完成 |

## 歷史
計劃施行初期，以色列向輝瑞公司提供了其公民的相關醫療訊息，以作為輝瑞獲取2019冠状病毒病疫苗供應的部分交易籌碼。
疫苗的接種計畫最初著重在60歲以上的長者，以及具有易導致嚴重疾病之高風險疾病者，像是既往病情嚴重或是醫療保健單位的員工等。開始施打八周後，耶路撒冷哈達薩醫療中心的員工已有近八成五完成疫苗接種。
以色列於2020年12月19日啟動接種計畫，首相班傑明·納坦雅胡成為首名接種疫苗的人員，同時以電視直播來鼓勵以色列國人接受疫苗施打。結果不到兩周內，就有超過一成的以色列人接種了第一劑疫苗。
以色列大規模疫苗接種後，證明了輝瑞疫苗在對付疫情傳播上有其效果，這當中也包括無症狀感染的途徑。疫苗接種計畫大幅降低了以色列的死亡人數。
2021年2月初，以色列60歲以上的長者中，至少有九成都已施打一劑以上的輝瑞疫苗，同時確診數與前月相比更是降低了41%。到了2月底，以色列全國已至少有480萬人施打一劑以上的疫苗。如此大規模的疫苗接種後，以色列這場疫情中的重症案例已大幅減少。以色列還通過一項法案，讓政府人員能辨識和聯繫那些尚未接種疫苗的人民，以說服他們接受施打。
若以色列人要進入特定場所（如健身房、旅館、戲院等），已完成疫苗接種的免疫居民必須出示「綠色通行證」（或稱「綠色徽章」），這是以色列衛生部於2021年2月21日推出的政策。綠色通行證顯示持有人已對2019冠状病毒病免疫，無論其是完成疫苗施打還是已從病情中康復。接受兩劑2019冠状病毒病疫苗施打的人民，可以獲得此像疫苗認證，效期為六個月。
2021年3月，以色列成為世界上人均最高疫苗接種率的國家。當時，約六成的以色列居民都已至少接種一劑疫苗，特定的公共場所也如前段所述開放給已施打疫苗的民眾。在五十歲以上的民眾中，僅餘十萬人左右還未接種疫苗。另外，至少半數以色列人當時都已完成接種兩劑輝瑞疫苗。到了三月底，已接種一劑疫苗的以色列人來到了七成五。截至11月初，以色列44%人口完成第三针免疫接种。
2021年12月21日，以色列政府宣佈向60岁以上人群提供第四针新冠疫苗。
以色列疫苗接種計劃所取得的成功，要歸功於其健康維護組織所採用的集中式系統，特別是對於以色列人健康資訊所作的管理。他們能以此協調全國的疫苗接種活動，使用資料庫的電話號碼及電子郵件來直接連絡居民。每名以色列公民都必須至少註冊四個國家健康維護組織之一。

## 疫苗分發議題
以色列當局在執行疫苗接種計畫初期，面臨2019冠狀病毒病疫苗的分發供應問題。這當中包括指定施打的排程、初期對於資格認定過於鬆散所導致的供應問題、對人口稀少的村莊及阿拉伯裔以色列人社區供應不足等問題。
疫苗在分發給巴勒斯坦人時，並未像給予以色列公民時那樣徹底。三月初時，2019冠狀病毒病疫苗的供應數並不足以讓所有醫護人員施打。直到三月以色列開始為巴勒斯坦勞工施打莫德納疫苗時，巴勒斯坦當局所收到的疫苗數量僅夠六千人左右接種。然而，光是加沙人口就達兩百萬人。聯合國官員呼籲為提供巴勒斯坦人更多的接種疫苗支援，並讚揚以色列在這方面所作出的援助；然而國際特赦組織對此卻表達擔憂，認為以色列政府並沒有在防範2019冠狀病毒病的疫情上，為巴勒斯坦人作出更多的幫助。有部分以色列衛生單位的官員要求，政府應向全體巴勒斯坦人提供足量疫苗。
根據「商業內幕」報導，任何血統的以色列公民以及東耶路撒冷的巴勒斯坦居民都有資格接種疫苗，尤其是優先考慮那些 60 歲以上的長者、醫護人員及「特別脆弱」的人。然而據估計，住在約旦河西岸及加沙的五百萬名巴勒斯坦人並不符合接種資格，因為當地不受以色列控制，而且根據《奧斯陸協議》，他們的醫療保健應由巴勒斯坦當局管轄負責。到了三月第，以色列已為超過十萬名巴勒斯坦勞工完程施打疫苗。
截至2021年3月，與以色列的其他人種相比，哈雷迪猶太人和阿拉伯裔以色列人的疫苗接種率仍較低。這些族群相對來說，也更容易對疫苗接種抱有猶豫或懷疑的態度。其中哈雷迪猶太約占以色列全國人口的12%。
近十萬名以色列人（約佔全國已接種人口的2%）在接種了第一劑疫苗後，未繼續接種第二劑。根據以色列衛生部官員表示，不願繼續接種第二劑的原因主要有二，分別是被錯誤資訊誤導，及擔心疫苗的副作用。衛生部也稱，與最初疫苗的接種情形相比，現在以色列的疫苗接種速率已有所放緩。
雖然16歲以下的民眾也包含在應接受疫苗施打以獲得群體免疫的族群內，但以色列當局仍未批准給他們接種疫苗。衛生部官員指出，如要形成群體免疫，他們必須讓全國至少八成的人都完成疫苗接種才能達成。